# Krém na boty

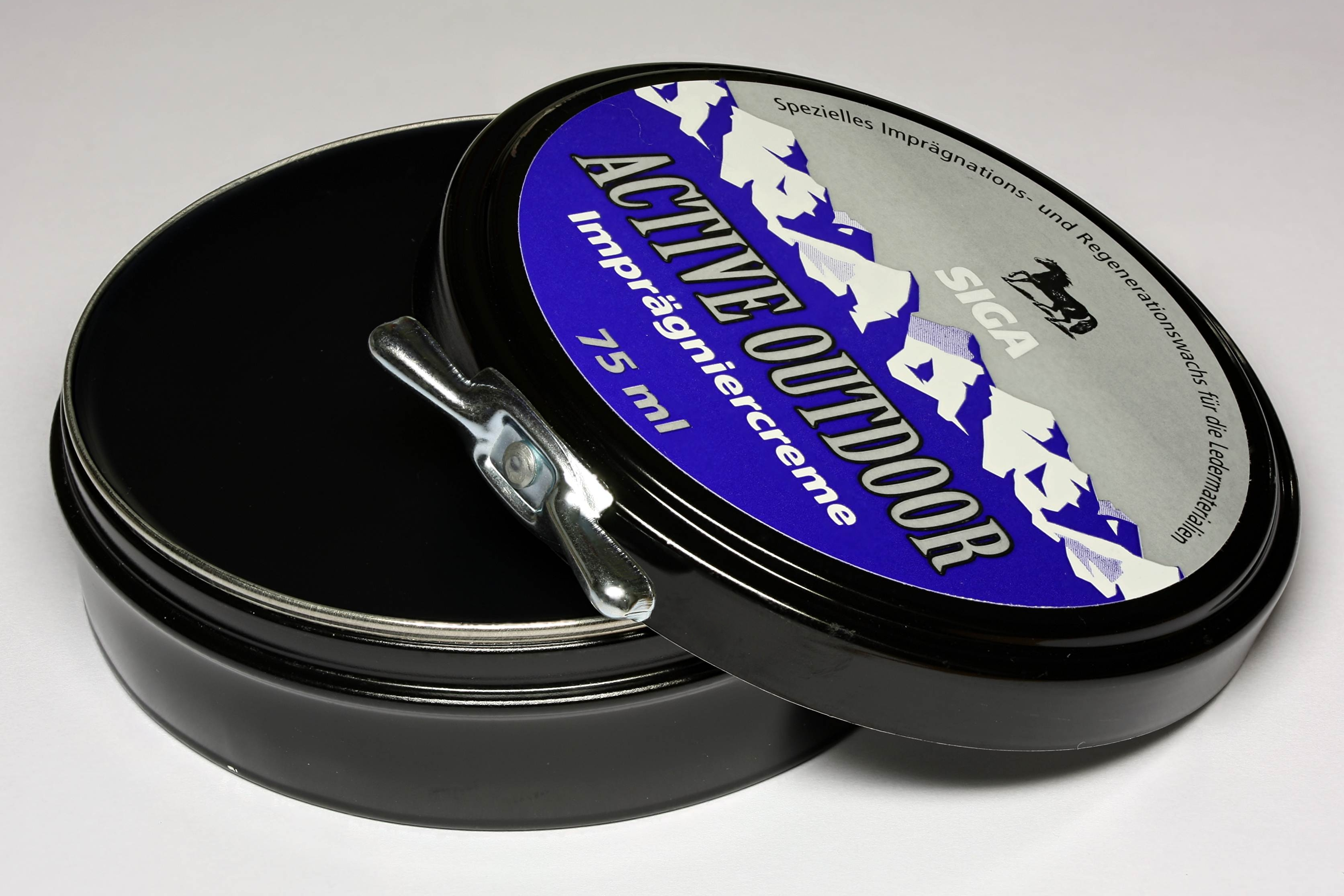
Plechovka krému na boty

Krém na boty je obvykle pasta nebo krém určený k ošetřování obuvi. Používá se k ošetřování kožených bot, aby se prodloužila jejich životnost, byly vodotěsnější nebo se případně leskly.

## Historie
K ošetřování obuvi se užívaly přírodní látky (tuky, vosky), například prostředek vyrobený z přírodních vosků, oleje, loje a sody, existovaly též návody na domácí výrobu. Čeština užívala v 19. a 20. století též výraz viks (z německého Stiefelwichse).
Moderní krémy se začaly vyrábět přibližně na začátku 20. století. Některé produkty, například značky Kiwi (1904, Austrálie) se stále vyrábějí. Potřeba prostředku k ošetřování bot přirozeně souvisela s rozvojem výroby bot, zprvu kožených. Růst poptávky souvisel s první a druhou světovou válkou (vojenská obuv).
Moderní krém na boty je směs látek, obvykle s přísadami, jako jsou nafta, lanolin, terpentýn, arabská guma, ethylenglykol, vosk, případně barviva.
Výrobky prodávané v Československu nesly značku Baťa, Tagal (vyráběn i v 21. století), Liba, Tatra, Schmoll, Svit…

## Náhražkový krém
Jako náhražkový krém na boty se v ČR kdysi[kdy?] běžně[zdroj?] používal krém Indulona, což je ochranný mastný krém určený k oštřování pokožky. (Krém byl vyvinut pro zaměstnance ve výrobě kvůli ochraně před podrážděním a vysycháním pokožky. V odpovídajících podnikových provozech zaměstnanci indulonu dostávali.) V 70. a 80. letech byla cena krému přibližně 1,70 koruny.

## Zacházení s krémem na boty
Chemikálie obsažené v krémech na boty se mohou vstřebat kůží, vdechnout nebo dráždit oční sliznici. Proto je vhodné krémovat obuv ve větraném prostoru, případně použít rukavice, a po práci si umýt ruce. Ukládat krémy je nutné mimo dosah dětí.